# 維利貝格
維利貝格是瑞士的城鎮，位於該國北部，由阿爾高州負責管轄，面積1.17平方公里，海拔高度651米，2012年人口167，八成人口信奉基督教，人口密度每平方公里143人。